# Santuario Tado

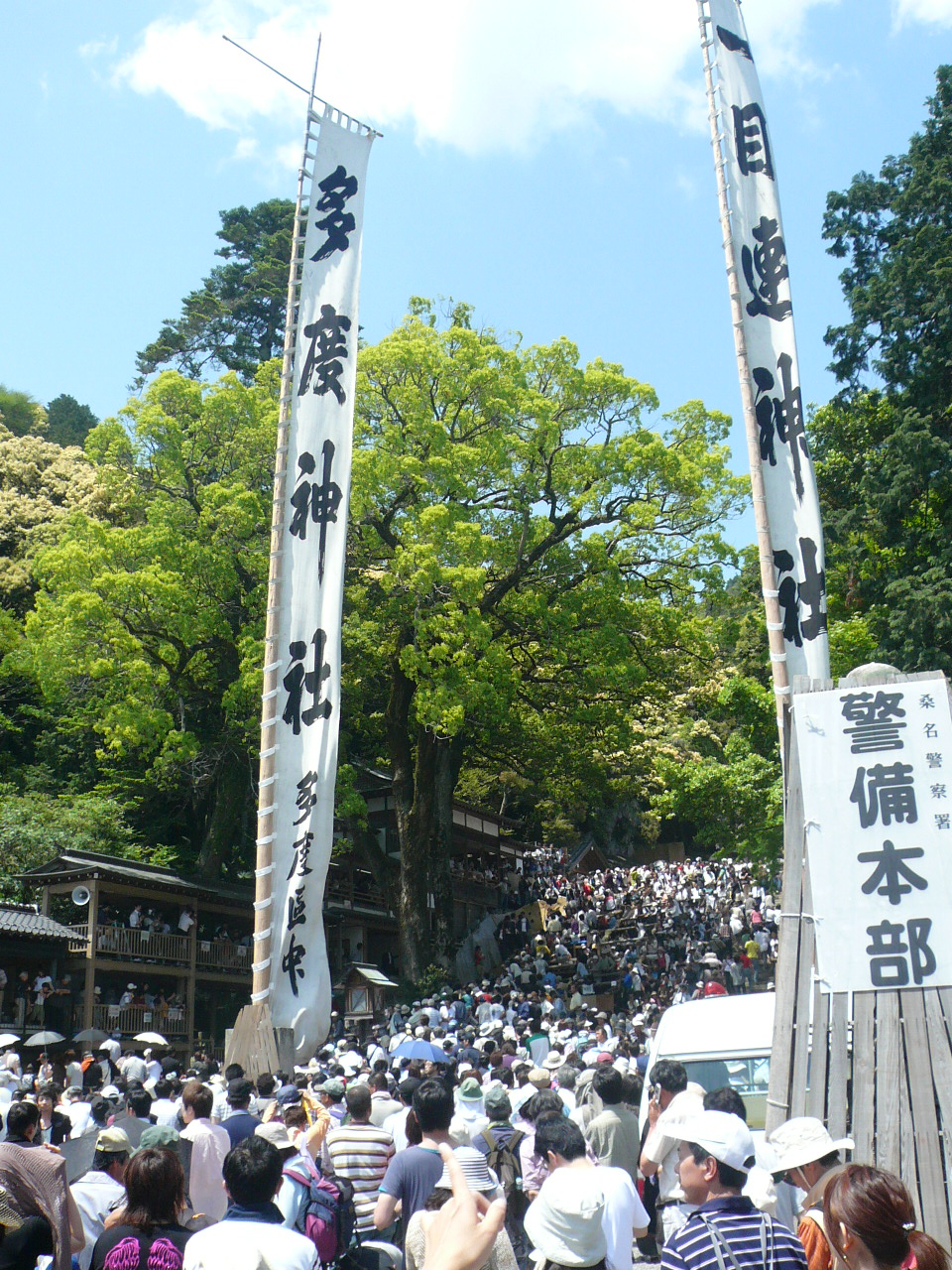
L'entrata del Santuario Tado durante la celebrazione della Festa di Tado

Il Santuario Tado (多度大社?, Tado Taisha) è un santuario shinto che si trova a Tado-chō, area della città di Kuwana, nella Prefettura di Mie (Giappone).
È noto per la Festa di Tado che si svolge il 4 e 5 maggio di ogni anno.

## Festività
- Festa di Tado (4 e 5 maggio): l'evento maggiore al santuario, coinvolge tardo adolescenti in sfide d'equitazione al di sopra di una collina.
- Festa Chōchin (Sabato e domenica nel tardo luglio): una festa celebrata con le lanterne
- Festa Yabusame (23 novembre): una competizione di tiro con l'arco a cavallo